# Wrotham Park
Wrotham Park (prononcé "Rootam") est une maison de campagne anglaise néo-palladienne dans la paroisse de South Mimms, Hertfordshire. Elle se trouve au sud de la ville de Potters Bar, 17 milles (27,358848 km) de Hyde Park Corner dans le centre de Londres. La maison est conçue par Isaac Ware en 1754 pour l'amiral John Byng, le quatrième fils de l'amiral George Byng, 1er vicomte Torrington, et reste dans la famille au cœur d'un domaine de 2 500 acres (10,11714105 km2). C'est l'une des plus grandes maisons privées près de Londres à l'intérieur de l'autoroute M25. Son extérieur distinctif est utilisé plus de 60 fois comme lieu de tournage.
La maison est classée en tant que bâtiment de catégorie II * sur la liste du patrimoine national d'Angleterre, et son parc paysager et ses jardins sont classés en catégorie II sur le registre des parcs et jardins historiques.

## Histoire
Faisant à l'origine partie d'un domaine connu sous le nom de Pinchbank (également Birchbank), enregistré pour la première fois dans le Middlesex en 1310 et détenu au XVIIe et au début du XVIIIe siècle par la famille Howkins, la propriété passe à Thomas Reynolds, directeur de la Compagnie de la mer du Sud, qui rebaptise le domaine Strangeways. Son fils, Francis, vend la propriété à l'amiral John Byng qui fait reconstruire la maison par Isaac Ware en 1754 .
L'amiral John Byng change le nom de la maison en Wrotham Park en l'honneur de la maison familiale d'origine à Wrotham, Kent . Byng n'a jamais l'occasion de vivre sa retraite à Wrotham. À la suite de son expédition insuffisamment équipée pour soulager Minorque contre les Français pendant la guerre de Sept Ans, il est traduit en cour martiale et exécuté en 1757. Cet événement est relaté par Voltaire dans son roman Candide. A Portsmouth, Candide assiste à l'exécution d'un officier par un peloton d'exécution ; et on lui dit que "dans ce pays, il est sage de tuer un amiral de temps en temps pour encourager les autres" ( pour encourager les autres) .
John Byng (1er comte de Strafford) hérite de la maison en 1847 et elle est transmise à son fils, George Byng (2e comte de Strafford), à la mort du premier comte en 1860 . Un incendie désastreux en 1883 brûle assez lentement pour permettre de récupérer le contenu de la maison, mais la vide . La maison est reconstruite à l'identique et demeure toujours entre les mains de la famille Byng .